# 김민철 (배우)
김민철(1989년 11월 16일 ~ )은 대한민국의 배우이다.

## 학력
- 세종대학교 영화예술학과 학사

## 연기 활동

### 드라마
- 2015년 TV캐스트 웹드라마 《프린스의 왕자》 ... 학도 역
- 2015년 MBC 아침드라마 《내일도 승리》 ... 차진우 역
- 2015년 한중합작 영화 《천강대가》 천웅 역
- 2016년 SBS 월화드라마 《닥터스》 ... 홍민 역
- 2020년 tvN 《산후조리원》 ... 민수 역